# Ива трёхтычинковая
И́ва трёхтычинковая, или Ива трёхмужняя (лат. Salix triandra) — вид цветковых растений из рода Ива (Salix) семейства Ивовые (Salicaceae). Встречается также как Ива миндальнолистная по устаревшему синонимичному названию лат. Salix amygdalina.
Другие названия — белолоз, белотал, лоза, лозина.

## Ботаническое описание

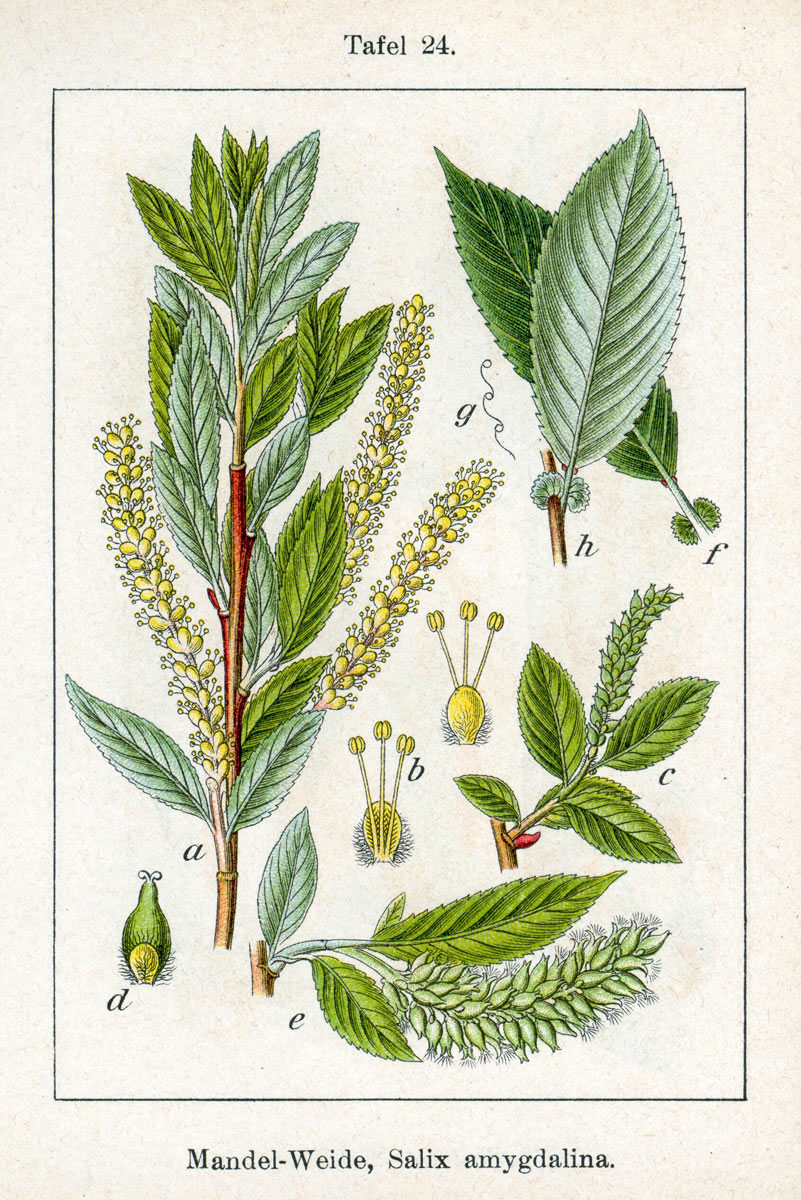

Кустарник высотой до 5—6 м и диаметром ствола 7—8 см, реже дерево высотой до 8—10 м. Ветви тонкие, прямые, гибкие, оливково- или буровато- и желтовато-зелёные, матовые, молодые слабо волосистые. Кора стволов и более старых ветвей отделяется тонкими пластинами.
Почки яйцевидные, острые, ребристые, прижатые, голые, светло-бурые. Прилистники от почковидно-яйцевидных до ланцетных, зубчатые, часто хорошо выраженные, долго остающиеся. Листья продолговато-ланцетные, ланцетные, яйцевидно-эллиптические, узко эллиптические, эллиптические или узколанцетные, длиной 4—15 см, шириной 0,5—3,5 см, заострённые, в основании округлые или клиновидные, по краю железисто-пильчатые или расставленно-зубчатые, сверху тёмно-зелёные, снизу зелёные или сизые и беловато-сизые, при распускании слегка опушённые и не клейкие, позже совершенно голые. Черешки обычно с двумя желёзками близ основания листовой пластинки, сначала волосистые, позже голые, нередко рыжеватые или бурые, длиной 1—1,5 см.
Серёжки на конце коротких годовалых побегов, прямые или изогнутые, тычиночные длиной 3—10 см, женские — 1,5—4 см, тонкие, редкоцветковые, часто мутовчатые, ароматные. Прицветные чешуйки продолговатые, вогнутые, длиной 1,5—3 мм, одноцветные, бледно-жёлтые, остающиеся, по краю ресничатые, по спинке голые. Тычинки в числе трёх, в виде исключения в числе двух, четырёх или пяти, длиной до 5 мм, свободные, при основании густо-курчаво-волосистые, с жёлтыми пыльниками. В тычиночных цветках нектарников два, реже три, нередка раздвоенных или составляющих четырёх—пятилопастной диск; внутренний — трапециевидный или округло-яйцевидный, внешний — узкий, мелкий. У пестичных цветков обыкновенно два сросшихся нектарника, иногда одиночный, задний. Завязь яйцевидно-коническая, голая, оливково-зелёная, сизоватая, длиной около 4—5 мм; столбик короткий, толстый, двураздельный; рыльце короткое, толстое, с расходящимися лопастями.
Плод — голая коробочка длиной до 5—6 мм и шириной 2—2,5 мм.
Цветение после распускания листьев, в апреле — мае, иногда вторично тёплой ясной осенью. Плодоношение в мае — июне.

## Распространение и экология

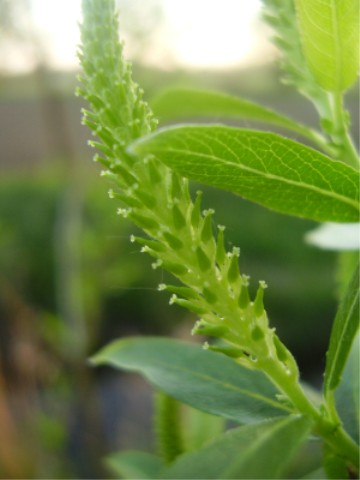
Женская серёжка

В природе ареал вида охватывает Северную Африку (Алжир, Марокко и Тунис) и умеренные районы Евразии (от Испании до Японии).
Произрастает в лесной, степной и полупустынной зонах по берегам рек, озёр, главным образом в пойменной части. Не подымается в горы и отсутствует в Арктике и в Камчатке.
К почве неприхотлива: может культивироваться на глинистых, мергелистых, песчаных и торфянистых почвах. По быстроте роста, особенно на торфянистых почвах, превосходит другие виды. Хорошо переносит засуху, но боится поздних весенних заморозков и холодных ветров, так как рано начинает вегетировать. Не переносит избытка влаги в почве. Посадку следует делать густую; при редкой посадке побеги полегают.

## Хозяйственное значение и использование
Хороший медоноси пыльценос. Цветёт в течение двух недель. По мёдопродуктивности превосходит иву белую (Salix alba). Продуктивность мёда сплошными зарослями составляет 120—150 кг/га. Продуктивность нектара 100 цветками в условиях юга Дальнего Востока — 15,0—22,0 мг сахара.
Кора богата салицином (4—5 %), танинами (10—12 %).
Листья поедаются крупным и мелким рогатым скотом, верблюдом и лошадью. Овцами и козами поедаются хорошо, удовлетворительно верблюдами, хуже крупным рогатым скотом и лошадьми. Периоды лучшего поедания весна и осень. Ветви зимой поедаются пятнистым оленем (Cervus nippon). Кора, листья, почки охотно поедаются обыкновенным бобром (Castor fiber). Почки и веточки поедаются рябчиком (Tetrastes bonasia). По наблюдениям в Окском заповеднике листья и побеги часто поедаются европейским лосём (Alces alces).
Отваром коры молодых ветвей окрашивают ткани и сети в жёлтый цвет.
Однолетние прутья используется для плетения.
Древесина плотная, белая, с блестящим красивым отливом, вязкая, но непрочная и не очень гибкая. Дрова плохого качества. После срубки даёт обильную поросль.
Одна из лучших пород для укрепления ползучих и размываемых грунтов, плотин. Декоративна.
Для водяной полёвки (Arvicola terrestris) кора, листья, почки и молодые ветки этой и других прибрежных ив составляют основной излюбленный корм.

## Классификация

### Таксономия
- Salix triandra L., 1753, Sp. Pl. : 1016

Вид Ива трёхтычинковая включается в род Ива (Salix) семейства Ивовые (Salicaceae) порядка Мальпигиецветные (Malpighiales), последовательно входящего в более крупные клады Фабиды → Розиды → Суперрозиды → Эвдикоты → Цветковые растения. Таксономическая схема в соответствии с Системой APG IV по состоянию на июнь 2024 года:
|  |                          |  |                                   |                                   |                  |  | еще 35 семейств | еще 35 семейств |                        |  |                        |  | еще 625 подтвержденных видов и 1 028 видов, ожидающих подтверждения | еще 625 подтвержденных видов и 1 028 видов, ожидающих подтверждения |  |
|  |                          |  |                                   |                                   |                  |  | еще 35 семейств | еще 35 семейств |                        |  |                        |  | еще 625 подтвержденных видов и 1 028 видов, ожидающих подтверждения | еще 625 подтвержденных видов и 1 028 видов, ожидающих подтверждения |  |
|  |                          |  |                                   | порядок Мальпигиецветные          |                  |  |                 |                 | род Ива                |  |                        |  |                                                                     |                                                                     |  |
|  |                          |  |                                   | порядок Мальпигиецветные          |                  |  |                 |                 | род Ива                |  | 1 внутривидовой таксон |  |                                                                     |                                                                     |  |
|  | клада Цветковые растения |  |                                   |                                   | семейство Ивовые |  |                 |                 | вид Ива трёхтычинковая |  |                        |  |                                                                     |                                                                     |  |
|  | клада Цветковые растения |  |                                   |                                   |                  |  |                 |                 |                        |  |                        |  |                                                                     |                                                                     |  |
|  |                          |  | ещё 63 порядка цветковых растений | ещё 63 порядка цветковых растений |                  |  |                 | еще 55 родов    | еще 55 родов           |  |                        |  |                                                                     |                                                                     |  |
|  |                          |  |                                   | ещё 63 порядка цветковых растений |                  |  |                 |                 | еще 55 родов           |  |                        |  |                                                                     |                                                                     |  |

### Внутривидовые таксоны
- Salix triandra subsp. bornmuelleri (Hausskn.) A.K.Skvortsov

### Синонимы
- Diplusion undulata Raf.
- Gruenera amygdaloides Opiz
- Nestylix amygdalina (L.) Raf.
- Nestylix hopeana (Willd.) Raf.
- Nestylix villarsiana (Flüggé ex Willd.) Raf.
- Pleiarina triandra (L.) N.Chao & G.T.Gong
- Salix alopecuroides Tausch
- Salix amygdalina L.
- Salix amygdalina var. androgyna Wimm. & Grab.
- Salix amygdalina var. concolor Wimm. & Grab.
- Salix amygdalina var. discolor Wimm. & Grab.
- Salix armena Schischkin
- Salix armena Schischk.
- Salix fursaevii Mavrodiev
- Salix hoffmanniana Sm.
- Salix hoppeana Willd.
- Salix lanceolata Sm.
- Salix medwedewii Dode
- Salix semperflorens Host
- Salix spectabilis Host
- Salix tenuiflora Host
- Salix trevirani Wimm. ex Andersson
- Salix trevirani Spreng.
- Salix triandra f. androgyna (Ser.) Zapał.
- Salix triandra f. angustifolia Wimm.
- Salix triandra f. barbulata Zapał.
- Salix triandra f. brevipes Zapał.
- Salix triandra f. gracilis Zapał.
- Salix triandra f. longipedunculata Zapał.
- Salix triandra f. longisquamis Zapał.
- Salix triandra f. sandomiriensis Zapał.
- Salix triandra f. semperflorens (Host) Jovan. & Tucović
- Salix triandra f. villarsiana (Flüggé ex Willd.) Wimm.
- Salix triandra f. villosiuscula Zapał.
- Salix triandra f. vulgaris Wimm.
- Salix triandra subsp. concolor (Koch) A.Neumann ex Rech.fil.
- Salix triandra subsp. discolor (Wimm. & Grab.) Arcang.
- Salix triandra var. abortiva Ser.
- Salix triandra var. androgyna Ser.
- Salix triandra var. angustifolia Ser.
- Salix triandra var. concolor Koch
- Salix triandra var. discolor Andersson
- Salix triandra var. discolor Koch
- Salix triandra var. diversifolia Ser.
- Salix triandra var. glaucophylla Ser.
- Salix triandra var. monstruosa Ser.
- Salix triandra var. stipularis Ser.
- Salix triandra var. triandra
- Salix varia Host
- Salix venusta Andersson
- Salix venusta Host
- Salix villarsiana Flüggé ex Willd.